# Selbstextrahierendes Archiv

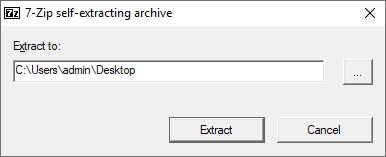
Ein mit 7-Zip erzeugtes selbstextrahierendes Archiv.

Ein selbstextrahierendes Archiv (auch SFX-Archiv, von englisch self extracting) ist ein i. d. R. komprimiertes Dateiarchiv, das als ausführbare Datei ausgelegt ist. Ein solches Archiv kann ohne Datenkompressionsprogramm extrahiert werden. SFX-Archive dienen oft zur Programminstallation (Installationspakete).

## Technische Hintergründe
Bei SFX-Archiven wird dem Archiv selbst, also zum Beispiel einem Zip-, Rar- oder Cabinetarchiv, ein kleines Programm („Stub“) hinzugefügt, das den nötigen Code enthält, um das Archiv zu dekomprimieren. Deshalb sind SFX-Archive stets etwas größer als rein „passive“ Archive; sie bekommen unter Windows und DOS die Endung .exe. Bei der Erzeugung des SFX-Archivs können oftmals Optionen angegeben werden, wie zum Beispiel der Zielpfad des zu extrahierenden Archives, Lizenzbestimmungen oder ein Passwort. Diese werden als Zusatzinformation im Archivkommentar oder an anderer Stelle im SFX-Archiv gespeichert.

## Programme zum Erstellen von SFX-Archiven
Einige der gängigsten Datenkompressionsprogramme sind zumindest unter Windows in der Lage, SFX-Archive zu generieren. Dazu zählen u. a. WinRAR, WinZip, 7-Zip und PeaZip. Seit Windows 2000 ermöglicht die Systemkomponente IExpress das Erstellen von SFX-Archiven, ohne dafür auf Software von Drittanbietern zurückgreifen zu müssen. Für ältere Betriebssysteme der Windows 9x- und NT-Familie kann das Programm über das Internet Explorer Administration Kit nachgerüstet werden.

## Kompression ausführbarer Programmdateien
Einen besonderen Fall selbstextrahierender Archive stellen mit einem Datenkompressionsprogramm für ausführbare Programmdateien (z. B. UPX) komprimierte ausführbare Dateien (Win32 .exe usw.) dar. Sie verhalten sich wie herkömmliche Programmdateien, da sie bei der Ausführung automatisch im Arbeitsspeicher entpackt und dann ausgeführt werden und für den Nutzer kein sichtbarer Unterschied zu unkomprimierten Pendants besteht.

## Sicherheitsrisiko
Sowohl selbstextrahierende Archive als auch komprimierte ausführbare Dateien können zur Verbreitung von Schadprogrammen missbraucht werden: Das Öffnen einer derartigen Datei von einer nicht vertrauenswürdigen Quelle (z. B. durch einen Mausklick auf einen E-Mail-Anhang) kann so gegebenenfalls zur sofortigen Ausführung eines Schadprogramms führen.